# Cécred
Cécred (pronuncia-se "sacred") é uma marca americana de cuidados com os cabelos, de capital fechado, fundada em 2024 pela cantora e compositora americana Beyoncé . É autofinanciada e feita para todos os tipos de cabelo. Após seis anos de desenvolvimento, Cécred foi lançada em fevereiro de 2024 e recebeu uma receção positiva da crítica.
Cécred tornou-se um rápido sucesso, acumulando 2 milhões de clientes nos seus primeiros seis meses no mercado.

## Histórico e desenvolvimento
How many of ya'll knew my first job was sweeping hair in my mama’s salon? Destiny’s Child got our start by performing for clients while they were getting their hair done. I was exposed to so many different kinds of entrepreneurial women in her salon. I saw firsthand how the ways we nurture and celebrate hair can directly impact our souls. I watched her heal and be of service to so many women. Having learned so much on my hair journey, I’ve always dreamed of carrying on her legacy [...] I can’t wait for you to experience what I’ve been creating.

— Beyoncé via Instagram.
A marca foi desenvolvida ao longo de seis anos antes do seu lançamento, o que incluiu desenvolvimento de produtos e testes clínicos, laboratoriais e de salão.    Os produtos foram inicialmente sugeridos em maio de 2023, quando Beyoncé compartilhou uma postagem no Instagram dela cuidando de seu cabelo natural  com um modelador de cachos cercado por frascos de amostra sem rótulo. 
Em dezembro de 2023, os fãs notaram que os designs dos produtos Cécred foram silenciosamente revelados em Renaissance: A Film by Beyoncé em uma cena nos bastidores .  
Em 6 de fevereiro de 2024, Beyoncé postou um vídeo nas redes sociais anunciando o nome da marca e anunciou o lançamento a 20 de fevereiro. Com a legenda "o cabelo é sagrado", o vídeo apresentava clipes de Beyoncé mais jovem no salão de cabeleireiro de sua mãe ( Tina Knowles), bem como mulheres com uma variedade de texturas de cabelo (incluindo Beyoncé) tendo seus cabelos cuidados.   Tina Knowles atua como vice-presidente da marca. 

## Lançamento e além
A Cécred foi lançada em 20 de fevereiro de 2024, com uma coleção de base de oito produtos "inspirados em rituais capilares de culturas globais [...] apresentando uma variedade de manteigas, óleos, mel e água de arroz fermentado que limpa, condiciona e repara visivelmente".  No dia do lançamento, a Cécred estabeleceu uma bolsa anual em colaboração com a fundação de caridade de Beyoncé, BeyGood, para fornecer suporte financeiro a estudantes de cosmetologia e cabeleireiros profissionais na indústria da beleza .  Anualmente, são alocados 500.000 dólares para financiar bolsas de estudo para escolas de cosmetologia e subsídios para negócios de salões em cinco cidades escolhidas pela sua grande e diversificada comunidade de cabeleireiros: Atlanta, Chicago, Houston, Los Angeles e Clementon .  O evento de lançamento do Cécred ocorreu na noite de 20 de fevereiro, com Beyoncé e sua mãe Tina falando sobre como "[Cécred era] algo sobre o qual falávamos — um sonho — desde que o Destiny's Child começou com o videoclipe de 'Bills, Bills, Bills'. Nós conversamos sobre criar um espaço sagrado." 
Em 21 de abril de 2024, Beyoncé compartilhou um vídeo usando os produtos para cuidar do próprio cabelo em suas redes sociais, dizendo que "manter 25 anos de loira em cabelos naturais, por meio de todos os experimentos que faço, potenciou o desenvolvimento dos produtos [Cécred]. É muito difícil manter cabelos tingidos saudáveis e fortes, mas [Cécred] está aqui. Toda a qualidade, sem atalhos. [...] Tenho orgulho dos ingredientes, tenho orgulho da maneira como isso faz as pessoas se sentirem. Tenho orgulho de que ele não seja unidimensional e que seja para múltiplas texturas. " 
Em 1 de agosto de 2024, a Cécred trouxe os primeiros produtos pós-lançamento.  Uma vela perfumada, que foi lançada em 15 de outubro de 2024, junto com dois novos kits.  Em 29 de novembro de 2024, lançou moletons com tema Cécred. 

## Tecnologia
Beyoncé afirmou que não conseguia encontrar uma tecnologia capilar que funcionasse para todas as texturas de cabelo, então ela financiou o desenvolvimento de uma tecnologia personalizada de fermentação de queratina bioativa para a Cécred.  A proteína de lã natural de origem ética é tornada biodisponível e de tamanho molecular, imitando a queratina do cabelo humano para reparar e reforçar o cabelo fraco ou danificado do usuário e para penetrar no córtex de fios de cabelo individuais.  O fermento é ativado pelo mel infundido e pelo lactobacilo probiótico que também atua como umectante . 
 
My priorities are quality and intention. It was important to decide where we invested in our formulations. I knew what I wanted to do, with technology that works for all women and all textures, because I had not been able to find it. I built this from the ground up and funded it myself. First, I had to find the right team with the best experience who also shared my beliefs. This business was led by heart and passion, not by a business plan. We went above and beyond to make decisions based on results and the absolute best science. And better results meant more investment in quality products. Every hair texture deserves testing, research and development. Black women in general are the last to be included in testing. We are often prescribed things based on studies we were not included in. It’s bigger than me, or hair. Now we have created something that celebrates healthy hair for all women, including us. I’m always honored to invest in us.
No lançamento, as fórmulas Cécred foram infundidas com uma fragrância Temple Oud, incluindo notas de oud, sândalo australiano, almíscar quente, jasmim noturno, vetiver haitiano e folhas de violeta. 

## Recepção crítica
Cécred recebeu avaliações positivas dos críticos no lançamento. Sarah Jossel do The Times descreveu-o como "escandalosamente bom".  Carol Lee da Elle disse que "os produtos fizeram a sua magia" e que "depois de apenas uma sessão Cécred, o meu couro cabeludo e os meus fios ficaram transformados".  Julee Wilson da Cosmopolitan ficou "impressionada" com os resultados dos produtos da linha de lançamento, descrevendo os seus fios como "lindamente condicionados" e afirmando que a sua silk press durou uma semana.  Jessica Cruel, da Allure, descreveu seu cabelo como "transformado". 
A Bustle testou os produtos de lançamento em duas editoras com texturas de cabelo opostas, Jordan Murray e Olivia Rose Rushing. No final, ambos integraram os produtos em suas rotinas capilares pessoais. 

## Prêmios
- <i id="mw3A">Allure</i> Best of Beauty Awards 2024 - Reconstructing Treatment Mask: Best Strengthening Hair Mask[28]
- BeautyMatter Next Awards 2024 - Best Product Packaging Design (Brands)[29]
- BeautyMatter Next Awards 2024 - Best Breakthrough Beauty Brand[29]
- Bustle's Most Wanted Awards 2024 - Clarifying Shampoo & Scalp Scrub: Best Scalp Remedy[30]
- Byrdie Beauty Awards 2024 - Moisturizing Deep Conditioner: Best Hydrating Conditioner[31]
- Byrdie Breakthrough Beauty Award 2024 - Fermented Rice & Rose Protein Ritual: Hair Health Breakthrough[32]
- <i id="mwAQI">Communication Arts</i> Design Awards 2024 - Best Packaging[33]
- Cosmopolitan Holy Grail Beauty Awards 2024 - Fermented Rice & Rose Protein Ritual: Best Hair Care Game Changer[34]
- Cosmopolitan Summer Beauty Awards 2024 - Hydrating Shampoo & Moisturizing Deep Conditioner: Best Moisturising Hair Wash Duo[35]
- Ebony Beauty & Grooming Awards 2024  - Hydrating Shampoo: Best Hydrating Shampoo[36]
- Elle UK Future OF Beauty Awards 2024 - Moisture Sealing Lotion: Winner[37]
- Elle UK Future OF Beauty Awards 2024, The Most Cutting Edge Products of the Year- Nourishing Hair Oil: Winner[38]
- Glamour Magazine Beauty & Wellness Power List Awards 2024 - Hydrating Shampoo & Moisturizing Deep Conditioner: Best Shampoo & Conditioner For Afro Hair[39]
- Glamour Magazine Beauty & Wellness Awards, The Best Curly and Coily Hair Products of 2024 - Reconstructing Treatment Mask: Best Luxury Hair Mask for Curls and Coil[40]
- Glamour Magazine Beauty & Wellness Awards, The Best Curly and Coily Hair Products of 2024 - Nourishing Hair Oil: Best Hair Oil[40]
- GQ Grooming Awards 2024 - Nourishing Hair Oil: The Best Hair Stylers[41]
- Harper’s Bazaar's Beauty Best of the Best Awards 2024 - Fermented Rice & Rose Protein Ritual: Best For Damaged Hair[42]
- Hypebae Beauty Awards 2024 - Nourishing Hair Oil: Winner[43]
- Marie Claire Skin and Hair Awards 2024 - Reconstructing Treatment Mask: Best New Black-Owned Hair Brand[44]
- Melanin Beauty Awards 2024 - Top Black Owned Hair Brand/Best Haircare Collection[45]
- Refinery29 Beauty Innovator Awards 2024 - Clarifying Shampoo & Scalp Scrub: Winner[46]
- <i id="mwAWk">SELF</i> Healthy Beauty Awards 2024 - Hydrating Shampoo: Best Shampoo for Curly Hair[47]
- <i id="mwAXA">SELF</i> Healthy Beauty Awards 2024 - Moisturizing Deep Conditioner: Best Deep Conditioner[47]
- <i id="mwAXc">Tatler</i> Beauty Awards 2024 - Hydrating Shampoo: Best For Hydration[48]
- Vogue Beauty Awards 2024 - Moisture Sealing Lotion: The Textured Hair Hero, Runner Up[49]
- Women's Health Beauty Awards 2024 - Reconstructing Treatment Mask: Best Hair Mask[50]

### Outros elogios
- Elle 10 Best Shampoos For Straight Hair 2024 - Clarifying Shampoo & Scalp Scrub: Best Scalp Scrub[51]
- Elle 13 Best Clarifying Shampoos In 2024 - Clarifying Shampoo & Scalp Scrub: Best for All Hair Types[52]
- Elle 12 Best Shampoos For Oily Hair 2024 - Clarifying Shampoo & Scalp Scrub: Best Clarifying Shampoo[53]
- Financial Times Best New Beauty Products For Summer 2024 - Moisturizing Deep Conditioner[54]
- Forbes 42 Top Hair Launches From Winter 2024 - Reconstructing Treatment Mask[55]
- Glamour Magazine Best Hair Oils For Growth And Shine 2024 - Nourishing Hair Oil: Best Hair Oil For Intense Hydration[56]
- Glamour Magazine Best Products For Afro And Textured Hair 2024 - Reconstructing Treatment Mask: Best For Reconstructing Afro Hair[57]
- <i id="mwAb8">Good Housekeeping</i> Best Conditioners That Will Leave Your Hair Soft And Shiny 2024 - Moisturizing Deep Conditioner: Best For Hydration[58]
- Harper's Bazaar Best Protein Treatments 2024 - Fermented Rice & Rose Protein Ritual: Best Treatment For Freshly Coloured Hair[59]
- Hello Magazine, The Hair Masks, Makeup And Skincare Our Editors Loved Most in 2024 - Cecréd: The Celebrity Hair Care Brand[60]
- InStyle, The Best Hair-Care Products of 2024 - Fermented Rice & Rose Protein Ritual: Best Strengthening Treatment[61]
- <i id="mwAds">Nuvo Magazine</i> Best Products for Curly Hair Care 2024- Hydrating Shampoo[62]
- ONE37pm Best Curly Hair Products For Men 2024 - Reconstructing Treatment Mask: Best Hair Mask[63]
- <i id="mwAeg">SELF,</i> The Best Deep Conditioners for Showing Your Hair Some TLC 2024 - Moisturizing Deep Conditioner: Best For Thick Hair[64]
- The Standard Best Argan Oil For Hair That’s Soft, Smooth And Frizz-Free 2025 - Nourishing Hair Oil[65]
- <i id="mwAfY">The Cut</i> 26 Best Hair Masks for the Softest Hair 2024 - Reconstructing Treatment Mask[66]
- US Weekly 19 Best New Launches of 2025 - Nourishing Hair Oil[67]
- Vogue 2024 - Clarifying Shampoo & Exfoliating Scalp Scrub: Best Scalp Scrub[68]
- Vogue 2024 - Moisture Sealing Lotion: Best Lotion For 3A Hair[69]
- <i id="mwAhM">Woman &amp; Home Magazine</i> Best Shampoos For Afro Hair 2024 - Hydrating Shampoo: Best Shampoo For Porous Afro-Textured Hair[70]